# مانفريد إيبرت
مانفريد إيبرت (بالألمانية: Manfred Ebert)‏ هو لاعب كرة قدم ألماني، ولد في 6 ديسمبر 1935، وتوفي في 24 ديسمبر 2003. شارك مع منتخب سارلاند لكرة القدم. أما مع النوادي، فقد لعب مع نادي ساربروكن.

## وصلات خارجية
- مانفريد إيبرت على موقع قاعدة بيانات كرة القدم.إي يو (الإنجليزية)
- مانفريد إيبرت على موقع ناشيونال فوتبول تيمز (الإنجليزية)
- مانفريد إيبرت على موقع عالم كرة القدم.نت (الإنجليزية)